# Alphonse Van Hoeck
Alphonse (Alfons) Guillaume Van Hoeck (Turnhout, 26 augustus 1890 – aldaar, 20 april 1957) was een Belgisch redacteur, journalist en politicus voor de Katholieke Partij en vervolgens het Katholiek Verbond van België.

## Levensloop
Van Hoeck doorliep de humaniora in het Sint-Jozefscollege te Turnhout en het Bisschoppelijk College van Boom. Daarna volgde hij een kandidatuur in de letteren en wijsbegeerte aan de Katholieke Universiteit Leuven. Tijdens zijn studies was hij actief in de Turnhoutse studentenbond Eigen Kunst, Eigen Leven en van 1913 tot 1914 schatbewaarder van de Antwerpse Gouwbond van het AKVS. Na zijn studies werd Van Hoeck journalist en bediende bij de Belgische Boerenbond. Hij was oorlogsvrijwilliger tijdens de Eerste Wereldoorlog en werd oorlogsinvalide. Als journalist was hij van 1918 tot 1920 redacteur en van 1920 tot 1925 hoofdredacteur van Het Aankondigingsblad en tevens journalist bij De Arbeider, het blad van de christelijke arbeidersbeweging voor het arrondissement Turnhout (1920-1938). Ook was hij medestichter van de Bond van Turnhoutsche Oud-Soldaten, dat later een afdeling werd van het Verbond der Vlaamsche Oudstrijders.
In november 1919 werd Van Hoeck voor de Katholieke Partij verkozen tot lid van de Kamer van volksvertegenwoordigers in het kiesarrondissement Turnhout, wat hij bleef tot in 1946. Zijn parlementaire activiteiten spitsten zich toe op de vernederlandsing van het leger en het onderwijs. In de Kamer was hij van 1931 tot 1937 secretaris, van 1937 tot 1939 ondervoorzitter en van 1939 tot 1946 quaestor. In 1921 werd hij daarnaast verkozen tot gemeenteraadslid van Turnhout. Van 1921 tot 1932 was hij er schepen van Onderwijs en Schone Kunsten. Na de gemeenteraadsverkiezingen van 1932 werd hij namens het Kristen Werkersverbond (die 8 van de 19 zetels hadden behaald) aangesteld als burgemeester. Hij vormde een coalitie met de 'Verenigde Katholieken of conservatieven' (die vier zetels hadden behaald). Bij de gemeenteraadsverkiezingen van 1938 behield het Kristen Werknemersverbond zijn acht zetels en vormde Van Hoeck een coalitie met de concentratielijst (een kieslijst van katholieken, Rex en het VNV die vijf zetels behaalden).
Tijdens de Tweede Wereldoorlog bleef hij op post. De gemeenteraad werd vanaf 28 mei 1941 ontbonden en het schepencollege werd aangevuld met VNV-er Florent Devolder (vanaf, 1 augustus 1941, ter vervanging van Frans Van de Gender die moest terugtreden omwille van de überalterungsverordnung van 7 maart 1941) en DeVlag-lid Theo Op de Beeck (vanaf februari 1944, ter vervanging van Alfons Van den Kerkhof die door de Duitse overheid uit zijn ambt verwijderd werd op 24 september 1942). Van Hoecks houding en optreden tijdens de Tweede Wereldoorlog werden na de bevrijding door de socialistische oppositie, alsook door een groot deel van zijn partijgenoten, ervaren als eigengereid en zelfs pro-Duits. In september 1944 werd hij twee weken geschorst als burgemeester. Uit een onderzoek van het Militair Auditoraat bleek dat hem niets ten laste gelegd kon worden, maar desondanks betekende dit het einde van zijn politieke loopbaan. Bij de gemeenteraadsverkiezingen van 1946 kwam Van Hoeck niet op. Hij werd als burgemeester opgevolgd door Henri Bauweraerts. Na de gemeenteraadsverkiezingen van 1952 maakte hij opnieuw deel uit van de gemeenteraad, een mandaat dat hij uitoefende tot aan zijn dood.
Hij was de vader van auteur Albert en dramaturg Jozef Van Hoeck.